# 猫井ミィ
猫井 ミィ（ねこい ミィ、11月5日 - ）は、日本の漫画家。男性。大阪府豊中市出身、東京都在住。1970年代生まれ。血液型はB型。一部の一般向け漫画は猫井 ヤスユキ（ねこい ヤスユキ）名義で執筆している。同人サークル「マンガスーパー」としても活動している。

## 作品リスト

### 一般向け

#### 連載（一般向け）
いずれも猫井ヤスユキ名義。
- Drop☆Kick （『ヤングガンガン』2005年14号 - 24号） - 未単行本化。
- 蒼黒の餓狼 -北斗の拳 レイ外伝-（原作：武論尊・原哲夫、『週刊コミックバンチ』2007年 - 2009年）
- 拘束乙女の聖歌隊（原作：今川泰宏、『月刊コミックフラッパー』2011年[7] - 2012年）
- 飛行迷宮学園ダンゲロス ―『蠍座の名探偵』―（原作：架神恭介、『漫画アクション』2014年 - 2015年）
- 戦国BASARAドクガン（監修・協力：カプコン、『ヤングチャンピオン』2016年 - 2017年）
- 過去のあなたを誘拐しました（原作：粟国翼、『少年ジャンプ+』2018年 - 2019年）
- 一番遠くて、近いあいつ。～君に恋をするなんて、ありえないはずだった～（原作：筏田かつら、『comic HOWL』2023年 - 連載中）

#### 読み切り（一般向け）
猫井ミィ名義
- 激突！復讐のイケメンカンフー対ブサイクカンフー 花婿を探せ！（『robot』） - 単行本未収録。
- 来年の事を言うと鬼が笑う（『robot』） - 単行本未収録。

猫井ヤスユキ名義
- 柳生宗矩（原作：藤本啓、『週刊新マンガ日本史』掲載）
- 北斗の拳 レイ外伝 華麗なる復讐者（原作：武論尊・原哲夫、増刊コミックバンチ 北斗の拳トリビュート号）

#### 書籍（一般向け）
いずれも猫井ヤスユキ名義。
- 『蒼黒の餓狼 -北斗の拳 レイ外伝-』原作：武論尊・原哲夫、新潮社〈BUNCH COMICS〉2007年 - 2009年、全6巻
- 『拘束乙女の聖歌隊』原作：今川泰宏、メディアファクトリー〈フラッパーコミックス〉、全3巻
  1. 2011年10月22日発売、ISBN 978-4840140553
  2. 2012年3月23日発売、ISBN 978-4840144445
  3. 2012年11月22日発売、ISBN 978-4840147552
- 『飛行迷宮学園ダンゲロス ―『蠍座の名探偵』―』原作：架神恭介、双葉社〈アクションコミックス〉2014年 - 2015年、全4巻
- 『戦国BASARAドクガン』監修・協力：カプコン、秋田書店〈ヤングチャンピオンコミックス〉2016年 - 2017年、全3巻
- 『過去のあなたを誘拐しました』原作：粟国翼、集英社〈ジャンプコミックス〉、全4巻
  1. 2018年11月2日発売[8]、ISBN 978-4-08-881638-8
  2. 2019年3月4日発売、ISBN 978-4-08-881763-7
  3. 2019年11月1日発売、ISBN 978-4-08-882132-0
  4. 2019年11月1日発売、ISBN 978-4-08-882133-7
- 『一番遠くて、近いあいつ。〜君に恋をするなんて、ありえないはずだった〜』、原作：筏田かつら、一迅社〈HOWLコミックス〉2024年 - 、既刊4巻（2025年6月16日現在）
  1. 2024年5月16日発売[9][10]、ISBN 978-4-7580-2666-6
  2. 2024年8月16日発売[11]、ISBN 978-4-7580-2751-9
  3. 2025年1月16日発売[12]、ISBN 978-4-7580-2836-3
  4. 2025年6月16日発売[13]、ISBN 978-4-7580-2919-3

### 成人向け
いずれも猫井ミィ名義。

#### 読み切り（成人向け）
- エスパーあんず（『Paiku』Vol.9、1998年） - 『キャットライフ』に収録。
- スタア専（『漫画ホットミルク』1999年1月号） - 『キャットライフ』に収録。
- あなたの色にそまりたい（『漫画ホットミルク』1999年4月号） - 『キャットライフ』に収録。
- ワイルドキャッツ（『エンジェル倶楽部』1999年8月号） - 『キャットライフ』に収録。
- Change of Mind（『COMICマオ』2001年1月号） - 『キャットライフ』に収録。
- 二度目の初恋 - 『キャットライフ』に収録。
- プレミアム V.I.P サービス（『COMIC快楽天』2006年10月号） - 単行本未収録。
- お祭りの後…（『COMICプルメロ』2010年8月号） - 単行本未収録。

#### 書籍（成人向け）
- 『キャットライフ』二見書房〈Suzuran comiX α〉、2002年12月発売、ISBN 4-576-02161-3、短篇集